# Ally Carda

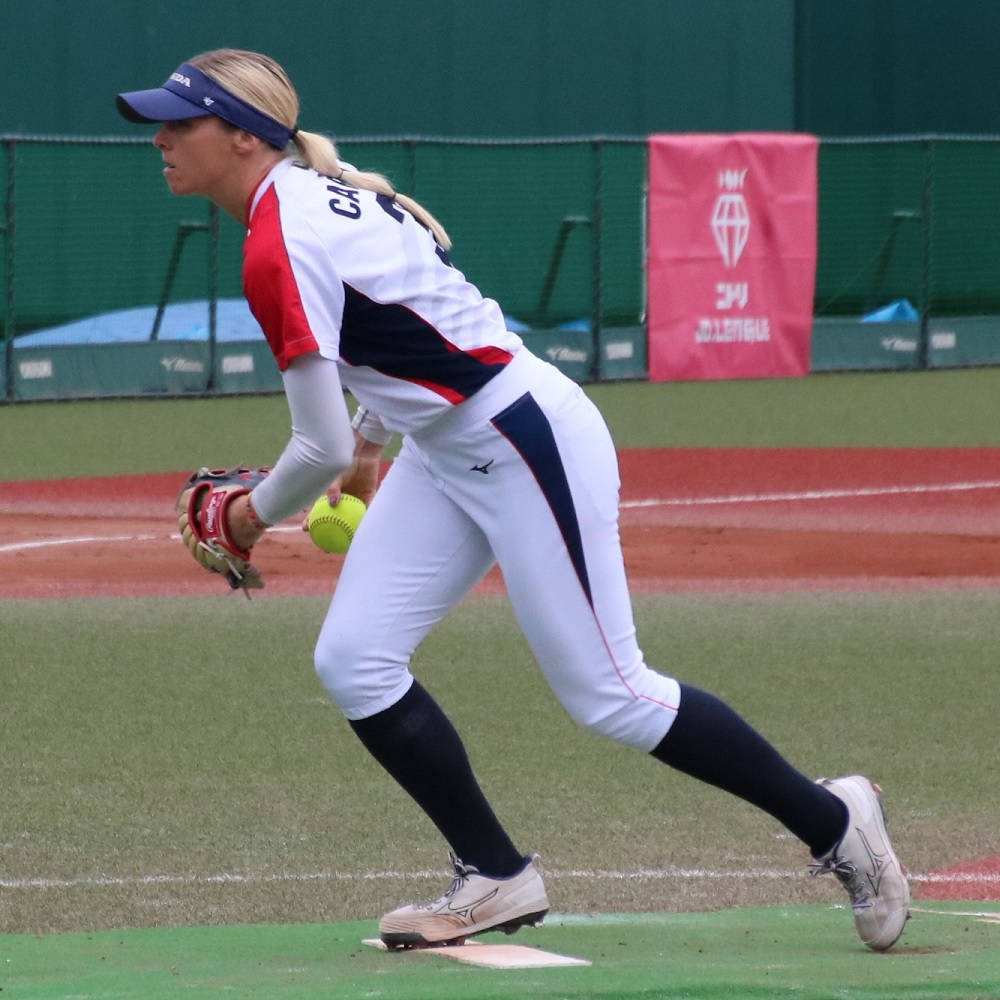
Ally Carda, 2023

Ally Carda (* 15. Januar 1993 in Sacramento, Kalifornien) ist eine US-amerikanische Softballspielerin.

## Leben
Von 2012 bis 2015 spielte Carda für das US-Team UCLA Bruins. Seit 2015 ist sie Mitglied in der Nationalmannschaft. Kurzzeitig war sie 2017 im Team Texas Charge vertreten. Seit 2018 spielt Carda für die Mannschaft Chicago Bandits.
Carda gewann bei den 2021 ausgetragenen Olympischen Sommerspielen 2020 in Tokio die Silbermedaille. Carda ist mit der US-amerikanischen Softballspielerin Kelly Kretschman verheiratet.